# 葛井根道
葛井 根道（ふじい の ねみち、生没年不詳）は、奈良時代の官人。姓は連。官位は外従五位下・伊豆守。

## 経歴
孝謙朝から淳仁朝にかけて造東大寺主典・判官を務める。天平宝字7年（763年）礼部少輔・中臣伊加麻呂とその子息の真助と3人で飲酒し、忌諱すべき内容（孝謙上皇と道鏡との関係か）に話が及んだとして通報され、伊加麻呂は大隅守に左遷され、真助は土佐国、根道は隠岐国へそれぞれ流罪となった。
その後罪を赦されたらしく、光仁朝末の宝亀10年（779年）外従五位下に叙せられ、翌宝亀11年（780年）伊豆守に任ぜられている。

## 官歴
注記のないものは『続日本紀』による。
- 天平勝宝元年（749年） 12月19日：見造東大寺主典[1]
- 天平勝宝2年（750年） 5月20日：見造東大寺主典従七位上[2]
- 天平勝宝7歳（755年） 5月27日：見造東大寺主典正七位上[3]
- 天平宝字元年（757年） 8月19日：見造東大寺主典正六位上[4]
- 天平宝字5年（761年） 12月23日：見造東大寺判官[5]
- 天平宝字7年（763年） 12月29日：流罪（隠岐）
- 宝亀10年（779年） 正月23日：外従五位下
- 宝亀11年（780年） 3月17日：伊豆守